# Cudal
Cudal – miasto w Australii, w stanie Nowa Południowa Walia.